# Gredstedbro
Gredstedbro es una localidad situada en el municipio de Esbjerg, en la región de Dinamarca Meridional (Dinamarca), con una población estimada a principios de 2018 de unos 1086 habitantes.
Se encuentra ubicada al suroeste del país, cerca de la costa oeste de la península de Jutlandia con el mar del Norte.